# Kolonia Chorzew
Kolonia Chorzew [pronunciación en polaco: /kɔˈlɔɲa ˈxɔʐɛf/] es una aldea ubicada en el distrito administrativo de Gmina Kiełczygłów, dentro del condado de Pajęczno, voivodato de Łódź, en el centro de Polonia. Se encuentra a unos 4 kilómetros al suroeste de Kiełczygłów, a 8 kilómetros al noroeste de Pajęczno, y a 73 kilómetros al suroeste de la capital regional Łódź.
El pueblo tiene una población de 280 habitantes.